# 林康雄
林 康雄（はやし やすお、1952年7月10日 - 2025年1月13日）は、日本の土木工学者、実業家。土木学会第107代会長。土木学会認定特別上級土木技術者（交通）。

## 略歴
※出典
- 1975年3月 - 東京大学工学部土木工学科卒業
- 1975年4月 - 日本国有鉄道入社
- 1987年4月 - 東日本旅客鉄道（株）入社
- 2000年11月 -  東日本旅客鉄道（株）総合企画本部 投資計画部長
- 2003年6月 - 東日本旅客鉄道（株）理事 八王子支社長
- 2006年6月 - 東日本旅客鉄道（株）理事 建設工事部長
- 2007年6月 - 東日本旅客鉄道（株）取締役 建設工事部長
- 2009年4月 - 東日本旅客鉄道（株）常務取締役 鉄道事業本部副本部長
- 2013年6月 - 鉄建建設（株）代表取締役執行役員副会長
- 2014年6月 - 鉄建建設（株）代表取締役社長
- 2018年6月 - 鉄建建設（株）代表取締役会長
- 2019年6月 - 土木学会第107代会長
- 2025年1月13日 - 死去。72歳没[3]。